# Chavenon
Chavenon är en kommun i departementet Allier i regionen Auvergne-Rhône-Alpes i de centrala delarna av Frankrike. Kommunen ligger  i kantonen Montmarault som ligger i arrondissementet Montluçon. År 2022 hade Chavenon 139 invånare.

## Befolkningsutveckling
Antalet invånare i kommunen Chavenon
Referens: INSEE